# Ridge Manor (Florida)
Ridge Manor es un lugar designado por el censo (en inglés, census-designated place, CDP) ubicado en el condado de Hernando, Florida, Estados Unidos. Según el censo de 2020, tiene una población de 4743 habitantes.

## Geografía
La localidad está ubicado en las coordenadas 28°29′35″N 82°11′22″O / 28.49306, -82.18944. Según la Oficina del Censo de los Estados Unidos, tiene una superficie total de 23.41 km², de la cual 22.35 km² corresponden a tierra firme y 1.06 km² están cubiertos de agua.

## Demografía
Según el censo de 2020, hay 4743 personas residiendo en la localidad. La densidad de población es de 212.21 hab./km². El 82.08% de los habitantes son blancos, el 3.12% son afroamericanos, el 0.42% son amerindios, el 0.55% son asiáticos, el 4.64% son de otras razas y el 9.19% son de una mezcla de razas. Del total de la población, el 13.41% son hispanos o latinos de cualquier raza.